# نوكس (ستارغيت)
النوكس هم عبارة عن جنس خيالي شديد التقدم في مسلسل الخيال العلمي ستارغيت إس جي 1. ويعتبرون طرفا في تحالف قوي تكون منذ آلاف السنين بين أربعة أجناس مختلفة هم : النوكس والأسغارد والقدماء والفيرلنغز. ظهروا أول مرة في حلقة النوكس بالموسم الأول، عندما جاء الغواؤلد أبوفيس الي كوكبهم في محاولة لأصطياد طائر يعتقد بانه يمتلك القدرة على الأختفاء، إلا انه اتضح فيما بعد أن النوكس هم من يمتلكون هذه القدرة، وانهم كانوا يستخدمونها لإخفاء الطائر عن أعين الصيادين الذين يأتون لكوكبهم، مما أوهم الجميع بأن الطائر هو من يمتلك القدرة. ولقد قام النوكس بعد ذلك بمساعدة إس جي-1 في إخراج بعض اللاجئين من الأرض، وإيصالهم إلي عالمهم.